# Martin Ostwald
Martin Otswald (Dortmund, 15 gennaio 1922 – Swarthmore, 10 aprile 2010) è stato uno storico tedesco naturalizzato statunitense che insegnò fino al 1992 allo Swarthmore College e all'Università di Pennsylvania.
Il suo principale settore di studio è stato la struttura politica dell'antica Grecia.

## Biografia
Figlio maggiore di un avvocato ebreo-tedesco, Ostwald studiò a Dortmund al Ginnasio municipale (Städtliches Gymnasium). Aveva sempre desiderato diventare uno studioso classico, ma quando questa possibilità gli venne negata dalle leggi di Norimberga del 1935, che inibì la frequentazione delle università tedesche agli ebrei, decise di perseguire i suoi interessi nel campo dell'insegnamento diventando un rabbino. Ma durante la Notte dei cristalli, l'8 novembre 1938, Ostwald venne arrestato assieme a suo padre e al fratello minore, Ernest. Costretto a lasciare i suoi genitori in Germania, Ostwald e suo fratello emigrarono in Inghilterra via Paesi Bassi con il Kindertransport. In Inghilterra, Ostwald e altri rifugiati tedeschi, sulla scia della sconfitta inglese a Dunkerque, vennero inviati in un campo di detenzione in Canada, dove incontrò Thomas G. Rosenmeyer (che avrebbe anch'egli trovato la sua strada verso gli Stati Uniti e sarebbe diventato uno studioso di  classicità scrivendo poi un libro insieme a Ostwald e James W. Halporn).
Dopo la liberazione, Ostwald si iscrisse all'Università di Toronto, dove poté intraprendere gli studi classici ai quali aveva sempre anelato. Dopo la laurea, ottenuta nel 1946, continuò gli studi all'allora neoistituita Committee on Social Thought all'Università di Chicago, dove redasse una tesi di dottorato sul trattamento del mito di Oreste da parte di Eschilo, Sofocle e Euripide. Nel 1949 divenne allievo di dottorato sotto il compagno immigrato tedesco Kurt von Fritz alla Columbia University di New York. Nel 1951 pubblicò il suo primo articolo scientifico sul Decreto Prytaneion (IG 13 131). L'anno seguente ottenne un Ph.D. dopo aver discusso una tesi sulla Costituzione ateniese.
Dopo l'ottenimento del Ph.D. Ostwald insegnò per un anno alla Wesleyan University per ritornare poi alla Columbia dove insegnò fino al 1958, quando passò al dipartimento classico dello Swarthmore College. Qualche anno dopo trasferì un terzo del suo insegnamento ai corsi di laurea in studi classici e Storia Antica presso l'Università di Pennsylvania, risultato reso possibile da un accordo speciale intervenuto tra le due istituzioni. Ostwald continuò ad insegnare a studenti dello Swarthmore e a laureati presso la Penn fino al suo pensionamento nel 1992. Oltre a questi incarichi principali, Ostwald ha insegnato come visiting professor presso l'Università di Princeton, l'Università della California a Berkeley, il Balliol College di Oxford, l'École des Hautes Études en Sciences Sociales di Parigi e, per molti anni, all'Università di Tel Aviv.
Fra le numerose pubblicazioni di Ostwald, le più importanti riguardano l'Etica Nicomachea di Aristotele; un'opera sulla metrica greca e latina (assieme a Rosenmeyer e Halporn).) e diversi libri sulla storia costituzionale della Grecia: Nomos and the Beginnings of the Athenian Democracy; Autonomia: Its Genesis and Early History; e la sua opera magna, From Popular Sovereignty to the Sovereignty of the Law, per la quale Ostwald ricevette il Goodwin Award of Merit dall'American Philological Association nel 1990. Una selezione delle sue più importanti ricerche venne pubblicata con il titolo Language and History in Ancient Greek Culture (Philadelphia 2009).
Ostwald venne eletto presidente della American Philological Association nel 1987 e nel 1991 presidente della American Academy of Arts and Sciences. Nel 1993 poi venne introdotto nella American Philosophical Society. Ostwald ottenne dei dottorati ad honorem dall' Università di Friburgo (Svizzera) nel 1995 e dall'Università di Dortmund, Germania nel 2001.
Morì per un attacco cardiaco il 10 aprile del 2010.

## Opere
- James W. Halporn, Thomas G. Rosenmeyer, Martin Ostwald,  The Meters of Greek and Latin Poetry (London, Indianapolis, and New York 1963; revised edition Norman, Oklahoma 1980; partial translation, J. W. Halporn and M. Ostwald, Lateinische Metrik, tr. H. Ahrens (Göttingen 1963; 2d ed. 1980)
- Martin Ostwald, Aristotle: The Nicomachean Ethics. Translation with introduction, notes, and glossary (Indianapolis and New York, 1962).
- Martin Ostwald, Autonomia: Its Genesis and Early History (Chico, California 1982)
- Martin Ostwald, From Popular Sovereignty to the Sovereignty of the Law (Berkeley, Los Angeles, and London, 1986)
- Martin Ostwald, Language and History in Ancient Greek Culture (Philadelphia 2009).
- Martin Ostwald, Nomos and the Beginnings of the Athenian Democracy (Oxford 1969)
- Martin Ostwald, "The Prytaneion Decree Re-examined", American Journal of Philology 72 (1951) 24–46.
- Martin Ostwald, "The Unwritten Laws and the Ancestral Constitution of Ancient Athens". Diss. Columbia 1952.